# تتورث (كامبريدجشير)
تتورث (بالإنجليزية: Tetworth)‏ هي قرية و أبرشية مدنية تقع في المملكة المتحدة في إنجلترا. يقدر عدد سكانها بـ 45 نسمة .